# Секреты и ложь (телесериал, 2014)
«Секреты и ложь» (англ. Secrets & Lies) — австралийский телевизионный сериал, который выходил с 3 марта по 7 апреля 2014 года на канале Network Ten.
Ещё до выхода сериала в эфир, появилась информация, что в 2015 году на канале ABC выйдет американская адаптация сериала с Райаном Филлиппом в главной роли.

## Сюжет
Примерный семьянин Бен Гунделах (Мартин Хендерсон) находит тело мёртвого ребёнка и быстро становится главным подозреваемым в деле об убийстве. Он должен найти настоящего убийцу и спасти свою репутацию.

## Персонажи и актёры
| Актёр                   | Роль            |
| ----------------------- | --------------- |
| Мартин Хендерсон        | Бен Гунделах    |
| Энтони Хейз             | Ян Корнелл      |
| Диана Гленн             | Кристи Гунделах |
| Эдриэнн Пикеринг        | Джесс Мюрнен    |
| Филиппа Култхард        | Таша Гунделах   |
| Пайпер Морисси          | Ева Гунделах    |
| Дэймон Гамо             | Дэйв Кэтролл    |
| Хантер Стреттон Болланд | Том Мюрнен      |

## Номинации и награды
- 2015 — 2 номинации на премию «AACTA» в категориях «Лучшие создатели мини-сериала» (Трейси Робертсон, Лей Макграт, Натан Мейфилд) и «Лучшее гостевое участие актрисы второго плана в телевизионной драме» (Пайпер Морисси).